# ジ・アザー・ラム
『ジ・アザー・ラム』（原題:The Other Lamb）は2019年に公開されたアイルランド・アメリカ合衆国・ベルギー合作のホラー映画である。監督はマウゴシュカ・シュモフスカ、主演はラフィー・キャシディが務めた。シュモフスカ監督にとって、本作が初の英語作品となる。

## 概略
セラはシェパード率いるカルト教団のコミュニティで生まれ育った。教団のコミュニティは森の奥にあり、信者たちは外の世界を知らないまま自給自足の生活を送っていた。カルトの構成員はシェパード以外全員女性であり、彼女たちはシェパードの妻か娘として扱われていた。思春期を迎えたセラは内なる衝動に苦しめられるようになり、ついには幻覚に苛まれ始めた。精神状態が不安定なまま、セラはシェパードの妻になるための儀式に臨むことになった。儀式で異様な光景を次々と目の当たりにしたセラは、シェパードに対する不信感を募らせていくのだった。

## キャスト
- ラフィー・キャシディ - セラ
- マイケル・ユイスマン - シェパード
- デニース・ゴフ - サラ
- ケリー・キャンベル - ハンナ
- イヴ・コノリー - アドリエル
- イザベル・コノリー - エロイーズ

## 製作
2019年2月7日、ラフィー・キャシディ、マイケル・ユイスマン、デニース・ゴフがキャスト入りした。11日、本作の主要撮影がアイルランドのウィックロー県で始まった。

## 公開・マーケティング
2019年5月14日、本作の劇中写真が初めて公開された。9月6日、本作は第44回トロント国際映画祭でプレミア上映された。10月10日、IFCミッドナイトが本作の全米配給権を獲得したと報じられた。2020年3月5日、本作のオフィシャル・トレイラーが公開された。

## 評価
本作は批評家から好意的に評価されている。映画批評集積サイトのRotten Tomatoesには78件のレビューがあり、批評家支持率は72%、平均点は10点満点で6.74点となっている。サイト側による批評家の見解の要約は「マウゴシュカ・シュモフスカ監督のスマートな演出のお陰で、『ジ・アザー・ラム』はある女性の青春ドラマを通してカルトが構成員に与える影響を見事に描写している。」となっている。また、Metacriticには17件のレビューがあり、加重平均値は65/100となっている。